# サンベニト郡 (カリフォルニア州)
サンベニト郡（英語: San Benito County）は、アメリカ合衆国カリフォルニア州の海岸山脈部に位置する郡である。サンノゼ市の南にある。人口は6万4209人（2020年）。郡庁所在地はホリスターであり、郡内人口の3分の2近くが集中している。歴史あるエル・カミノ・レアル道路が郡内を通っており、カリフォルニア・ミッションに属するサンフアン・バウティスタ伝道所がある。

## 歴史
サンベニト郡は1874年にモントレー郡の一部から設立された。
郡名はサンベニト・バレーから採られた。1772年にフアン・クレスピ神父が遠征でこの地を訪れた時、既婚者の守護聖人である聖ベネディクトに因んでそこの小さな川に名前を付けた。この聖ベネディクト（サンベネンディクト）が約まって郡名となった。

## 地理
アメリカ合衆国国勢調査局に拠れば、郡域全面積は1,391平方マイル (3,602 km2)であり、このうち陸地は1,389平方マイル (3,598 km2)、水域は2平方マイル (4 km2)で水域率は0.12%である。
サンベニト郡はサンタクララ郡と境界を接しており、サンフランシスコ・ベイエリアに近いこともあって、ベイエリアの一部と考えられることがある。また、モントレー湾政府連合のような地方政府組織を通じてモントレー湾地域やパハロ川との関連がある。パハロ川は郡内北部を流れてモントレー湾に注いでいる。しかしアメリカ合衆国国勢調査局はサンベニト郡をサンノゼ・サニーベール・サンタクララ都市圏とサンノゼ・サンフランシスコ・オークランド広域都市圏に含めており、これがサンフランシスコ・ベイエリアの統計上の定義として使われている。
サンベニト郡にはマウントハーランとサンベニト各ワイン生産地域がある。サンベニト・ワイン生産地域にはシエネガ・バレー、ライムキルン・バレーおよびペイシネス各ワイン生産地域が含まれている。
カリフォルニア州の公式宝石になっているベニト石はサンベニト郡で発見されたのでその名前が採られた。

### 国立自然保護地域
- ピナクルズ国立保護区

### 動物相と植物相
サンベニト郡では草原やシャパラルなど多くの植物群が見られる。特に他では見られないものはサージャント・サイプレス（イトスギ）の森である。
アカバナ科の一種サンベニト・イブニング・プリムローズ（Camissonia benitensis）が郡内に自生している。またヤスデの一種で他の種よりも足の数が多い Illacme plenipes が1926年に郡内で発見された。ヒナギクの一種ベニトアはサンベニト郡に因んで名付けられた。

### 隣接する郡
- サンタクララ郡 — 北、北西
- マーセド郡 — 北東
- フレズノ郡 — 東、南東
- モントレー郡 — 南西、西
- サンタクルーズ郡 — 北西

## 都市と町
- ホリスター
- サンフアンバウティスタ

### 未編入の町
- アロマス
- ペインシネス
- トレスピノス
- ニューイドリア（廃村）

## 交通

### 主要高規格道路
- アメリカ国道101号線
- カリフォルニア州道25号線
- カリフォルニア州道129号線
- カリフォルニア州道146号線
- カリフォルニア州道156号線

### 公共交通
サンベニト郡急行がホリスター市内と郡北部の都市間輸送バス便を運行している。その範囲は北のサンタクララ郡ギルロイまで及んでいる。

### 空港
ホリスター市民空港はホリスター市の北にある一般用途空港である。

## 人口動態
以下は2000年国勢調査による人口統計データである。
| 基礎データ - 人口: 53,234人 - 世帯数: 15,885 世帯 - 家族数: 12,898 家族 - 人口密度: 15人/km2（38人/mi2） - 住居数: 16,499軒 - 住居密度: 5軒/km52（12/mi2） 人種別人口構成 - 白人: 65.17% - アフリカン・アメリカン: 1.08% - ネイティブ・アメリカン: 1.16% - アジア人: 2.40% - 太平洋諸島系: 0.19% - その他の人種: 24.87% - 混血: 5.14% - ヒスパニック・ラテン系: 47.93% - ドイツ系アメリカ人: 7.6% - アイルランド系アメリカ人: 6.3% - イタリア系アメリカ人: 5.4% 主たる言語による人口構成 - 英語: 62.8% - スペイン語: 35.3% | 年齢別人口構成 - 18歳未満: 32.2% - 18-24歳: 8.8% - 25-44歳: 31.5% - 45-64歳: 19.3% - 65歳以上: 8.1% - 年齢の中央値: 31歳 - 性比（女性100人あたり男性の人口） - 総人口: 102.5 - 18歳以上: 99.6 世帯と家族（対世帯数） - 18歳未満の子供がいる: 46.3% - 結婚・同居している夫婦: 65.7% - 未婚・離婚・死別女性が世帯主: 10.5% - 非家族世帯: 18.8% - 単身世帯: 14.1% - 65歳以上の老人1人暮らし: 5.4% - 平均構成人数 - 世帯: 3.32人 - 家族: 3.64人 収入と家計 - 収入の中央値 - 世帯: 57,469米ドル - 家族: 60,665米ドル - 性別 - 男性: 44,158米ドル - 女性: 29,524米ドル - 人口1人あたり収入: 20,932米ドル - 貧困線以下 - 対人口: 10.0% - 対家族数: 6.7% - 18歳未満: 11.4% - 65歳以上: 8.5% |

## 政治
サンベニト郡はアメリカ合衆国大統領および連邦議会選挙で民主党寄りの地盤である。2008年の大統領選挙以前で共和党が多数を取ったのは1988年のジョージ・H・W・ブッシュが最後だった。州の指標となる郡と考えられ、郡における結果が州全体の結果と同じになることが多い。
アメリカ合衆国下院議員の選挙ではカリフォルニア州第17選挙区の一部であり、カリフォルニア州議会下院議員の選挙では第28選挙区、カリフォルニア州議会上院議員の選挙では第12選挙区に入っており、2010年時点でアメリカ合衆国下院議員と州下院議員を民主党議員が、州上院議員を共和党議員が務めている。
郡政府は5人の選挙で選ばれた4年任期の委員からなる管理委員会が統治している。その他選挙で選ばれる郡役員としては査定官、事務官兼監査役権記録官、地区検事、連邦保安官、保安官兼検察医、財務官兼税徴収官兼公共管理官がいる。
サンベニト郡には州内で唯一選出された連邦保安官が残っている。他のシャスタ郡とトリニティ郡には指名された連邦保安官がいる。
2010年5月付けカリフォルニア州務省報告では、郡内には資格のある有権者が34,562人いる。この中で24,736人は登録有権者である。その中で11,959人、48.35%が民主党に登録し、7,477人、30.23%が共和党に、565人、2.28%がアメリカ独立党に、116人、0.47%がアメリカ緑の党に登録している。法人化されたホリスターとサンフアンバウティスタ両市では民主党登録者が過半数を占めており、郡内の未編入領域では共和党支持者多数となっている。